# Megachile deceptoria
Megachile deceptoria är en biart som beskrevs av Pérez 1890. Megachile deceptoria ingår i släktet tapetserarbin, och familjen buksamlarbin. Inga underarter finns listade i Catalogue of Life.